# Annals of Anatomy
Annals of Anatomy è una rivista scientifica peer-reviewed che copre principalmente il campo dell'anatomia, pubblicata da Elsevier sotto la sua etichetta "Urban and Fischer".
È stata fondata nel 1886 da Karl von Bardeleben e fino al 1991 è stata pubblicata con il nome di Anatomischer Anzeiger dall'editore Gustav Fischer Verlag.